# Filipinas en los Juegos Olímpicos de Pekín 2022
Filipinas estuvo representada en los Juegos Olímpicos de Pekín 2022 por un deportista masculino que compitió en esquí alpino.
El portador de la bandera en la ceremonia de apertura fue el esquiador alpino Asa Miller. El equipo olímpico filipino no obtuvo ninguna medalla en estos Juegos.